# 小嶋総本店
株式会社小嶋総本店（こじまそうほんてん）は、山形県の清酒製造業を行う酒蔵である。

## 概要
慶長2年（1597年）米沢藩御用酒屋として創業。清酒東光の蔵元で知られる。現社長は24代目。
2014年、小嶋総本店のほか水戸部酒造（天童市）、楯の川酒造（酒田市）、男山酒造（山形市）の若手蔵元が集まり、共同銘柄の開発に着手。2016年から各々の銘柄から取った「山川光男」と名付けた共同銘柄の発売を開始した。
2012年から本格的に輸出を始め、中国、ドイツなど15カ国・地域に出荷。さらに2019年2月6日には、米国に向けて初出荷した。4月頃から米国のレストランや小売店に並ぶ予定である。
このほか、2017年6月～11月まで「東光純米吟醸原酒」がANA国際線ファーストクラス及びビジネスクラスの機内食のメニューとして採用されている。

## CMロケ地として
2013年に放映されたマックスファクターの化粧品SK-IIのテレビCMは、トム・フーパー監督が制作を手掛け、全編オール山形ロケで撮影された。このCMの核となるシーンは「東光の酒蔵」で撮られたもので、フーパー監督がここで昔ながらの酒造りを再現したいとして撮影地に選んだ。

## 受賞歴
- 全国新酒鑑評会で2009年より2015年まで7年連続金賞を受賞。
- 2012年ワイングラスでおいしい日本酒2012「出羽の里純米吟醸原酒」がアワード部門「最高金賞」を受賞。
- 2012年第六回天満天神梅酒大会で「吟醸梅酒」優勝。
- 2012年英国インターナショナル・ワイン・チャレンジ（IWC）2012サケ部門で「秘蔵古酒」(1989年製造)が金メダル受賞。
- 2013年ワイングラスでおいしい日本酒アワード2013新商品「東光純米吟醸原酒」が金賞を受賞。
- 2013年インターナショナル・サケ・チャレンジ2013金賞受賞
- 2014年ワイングラスでおいしい日本酒アワード2014で「東光純米吟醸原酒」が最高金賞受賞。
- 2014年「水戸の梅まつり梅酒大会2014」で「東光吟醸梅酒」が第一位金賞受賞。
- 2014年英国IWC2014、「東光大吟醸山田錦」が吟醸・大吟醸部門で金メダル受賞ならびに部門トロフィーを獲得。
- 2014年東北清酒鑑評会において優等賞を受賞。
- 2015年ワイングラスでおいしい日本酒アワード2015で金賞を受賞。
- 平成27年東北清酒鑑評会において優等賞を受賞。
- 2016年「インターナショナル・サケ・チャレンジ2016」金賞を受賞。
- 平成28年東北清酒鑑評会、吟醸酒・純米酒両部門で優等賞を受賞。